# Trachette Jackson
Pour les articles homonymes, voir Jackson.
Trachette Levon Jackson (née le 24 juillet 1972) est une mathématicienne afro-américaine qui travaille en tant que professeure de mathématiques à l'Université du Michigan.

## Travaux
Elle est connue pour ses travaux mathématiques pour l'oncologie. Elle utilise de nombreuses approches différentes, y compris des modèles mathématiques continus et discrets, des simulations numériques et des expériences pour l'étude de la croissance de la tumeur et le traitement. Plus précisément, son laboratoire s'intéresse à des « voies moléculaires associées à l'angiogenèse intratumorale », « les interactions cellules-tissus associées à l'angiogenèse induite par la tumeur », et « l'hétérogénéité de la tumeur et les cellules souches cancéreuses ».

## Formation et carrière
Les parents de Jackson étaient dans l'armée et elle voyageait fréquemment durant son enfance; adolescente, elle a vécu à Mesa, en Arizona. Là, dans un cours d'été en calcul, son talent pour les mathématiques a attiré l'attention de Joaquín Bustoz Jr (en), professeur de mathématiques à l'Université d'État de l'Arizona (ASU). Elle poursuit des études de premier cycle à l'ASU, à l'origine dans l'intention d'étudier l'ingénierie, mais elle est dirigée vers les mathématiques par Bustoz. Son intérêt dans les mathématiques pures évolue vers un intérêt dans le domaine de la biologie mathématique lorsqu'elle a assisté à une présentation de son futur conseiller de doctorat, James D. Murray, sur les mathématiques de la formation de motifs et « comment le léopard a obtenu ses taches ». Elle a obtenu son diplôme en 1994, puis a obtenu son master et son doctorat à l'Université de Washington respectivement en 1996 et 1998,.
Après des recherches postdoctorales à l'Université du Minnesota, à l'Agence de Protection de l'Environnement, et l'Université Duke, elle a rejoint la faculté de Michigan en 2000, et a été promue professeure titulaire en 2008.

## Prix et distinctions
Elle a reçu une bourse de recherche Sloan en 2003, devenant la deuxième femme afro-Américaine à devenir une boursière Sloan de mathématiques.
Elle a remporté le prix James S. McDonnell du scientifique du 21e siècle en 2005, et elle a remporté le prix Blackwell–Tapia en 2010. En 2006 elle est lauréate de la Conférence Falconer, décernée par l'Association for Women in Mathematics et la Mathematical Association of America, avec une conférence intitulée « Cancer Modeling: From the Classical to the Contemporary ».
En 2017, elle a été élue en tant que membre de l'Association for Women in Mathematics dans la première classe.